# Villa Ortega
Villa Ortega, es una aldea chilena en la Región de Aysén, a 32 km al norte de Coyhaique. 
Está ubicada en plena Carretera Austral, junto al estero Mano Negra, justo antes de su confluencia con el río Emperador Guillermo, en la cuenca del río Aysén. Desde Villa Ortega nace el camino X-445 que lleva a la reserva nacional Trapananda y Ñirehuao. Al poniente, cruzando el estero, se emplaza el bien nacional protegido Cerro Rosado, famoso por su bosque petrificado.
Esta localidad anteriormente se conocía como "Sector Mano Negra", debido al cerro homónimo de 1758 m de altura ubicado al este de la localidad. Luego se denominó Villa Ortega, refiriéndose al apellido del colono y dueño de los predios, Gumersindo Ortega Monroy. En el gobierno de Eduardo Frei Montalva se expropiaron tierras para crear diversas poblaciones en la región, fundándose Villa Ortega el 4 de marzo de 1967, junto a 15 terrenos de 2 hectáreas aproximadamente cada una, además de un terreno para la posta rural y escuela rural.
En 2003 se estableció el Museo Los Colonos de Nuestra Tierra, que custodia y promueve las costumbres y memorias de los pobladores de Villa Ortega. Actualmente el edificio del museo alberga la biblioteca y la radio local.